# One Shot 2003
Le migliori canzoni del 2003 in questo album della collana One Shot dalla Universal Music Group.

## One Shot 2003 (CD 1)
1. Black Eyed Peas – Where Is the Love? – 4:32
2. Aventura – Obsesiòn – 4:13
3. Jennifer Lopez – Jenny from the Block – 3:07
4. The Roots – The Seed (2.0) (feat. Cody Chesnutt) – 4:27
5. The Rasmus – In the Shadows (Radio Edit) – 4:08
6. Simply Red – Sunrise – 3:17
7. Blue – One Love – 3:25
8. Robin Thicke – When I Get You Alone – 3:36
9. Stereophonics – Maybe Tomorrow – 4:33
10. Counting Crows – Big Yellow Taxi (feat. Vanessa Carlton) – 3:44
11. The Thrills – Big Sur – 3:06
12. Shaggy – Strength of a woman (Radio Edit) – 3:50
13. Irene Nonis – Recogn-Eyez – 3:30
14. Skin – Trashed – 4:21
15. Christina Aguilera – Beautiful – 4:00

Durata totale: 57:49

## One Shot 2003 (CD 2)
1. DJ BoBo – Chihuahua (Radio Version) – 3:01
2. Panjabi MC – Mundian To Bach Ke (Radio Mix) – 3:23
3. Lorna – Papi chulo... (te traigo el mmmm...) – 2:57
4. Lumidee – Never Leave You (Uh Oooh, Uh Oooh) – 3:04
5. Salif Keïta – Madan (Exotic Disco Mix) – 3:12
6. Junior Senior – Move Your Feet – 3:01
7. Gianni Coletti – Gimme fantasy (feat. The Go-Gospel Girls) (Radio Edit) – 3:49
8. Bob Sinclar – The Beat Goes On – 3:04
9. Holy Ghost! – Superman – 3:23
10. Stylophonic – Soulreply – 3:42
11. Motel Connection – Two – 6:03
12. Dino – Call me – 3:52
13. Moony – Flying Away – 3:41
14. The Vinylistic – I'm confessin that I love you (Radio) – 3:49
15. Frou Frou – It's Good to Be in Love – 4:34